# Самаркандская область (Российская империя)
Самарка́ндская о́бласть — административная единица в составе Туркестанского края Российской империи, существовавшая в 1887—1919 годах. Занимала юго-западную часть Туркестанского края, между 65°20' и 71°20' в. д. и 38° и 41° с. ш. Граничила на севере, северо-востоке и северо-западе с Сырдарьинской областью, на востоке с Ферганской областью, с запада и юга граничила с Бухарским эмиратом. Административным центром и крупнейшим городом области был город Самарканд. 
Область состояла из четырёх уездов: Джизакского, Катта-Курганского, Самаркандского и Ходжентского.

## История
Предшественником данного административного образования была Зеравшанский округ, территория которого почти полностью совпадала с территорией новообразованной области. Зеравшанский округ был образован сразу после присоединения восточной части Бухарского эмирата в 1868 году. 
Самаркандская область была образована 13 января 1887 года (приказ по военному ведомству 1886 года № 1741), тогда же учреждено и областное правление.
30 апреля 1918 года область стала частью Туркестанской АССР. 27 октября 1924 года в результате национально-территориального размежевания Средней Азии, Самаркандская область вошла в состав Узбекской ССР Советского Союза.

### Административное деление
В начале XX века Самаркандская область делилась на 4 уезда:

Административное деление Самаркандской области

| № | Уезд             | Уездный город              | Герб уездного города | Площадь, вёрст² | Население (1897), чел. |
| - | ---------------- | -------------------------- | -------------------- | --------------- | ---------------------- |
| 1 | Джизакский       | Джизак (15 710 чел.)       |                      | 25 812,0        | 222 683                |
| 2 | Катта-Курганский | Катта-Курган (10 087 чел.) |                      | 6 997,6         | 110 006                |
| 3 | Самаркандский    | Самарканд (55 128 чел.)    |                      | 7 751,3         | 342 197                |
| 4 | Ходжентский      | Ходжент (30 109 чел.)      |                      | 20 036,7        | 185 135                |

### Военные губернаторы
| Ф. И. О.                      | Титул, чин, звание      | Время замещения должности |
| ----------------------------- | ----------------------- | ------------------------- |
| Яфимович Александр Михайлович | генерал-лейтенант       | 01.01.1887—29.01.1891     |
| Ростовцев Николай Яковлевич   | граф, генерал-лейтенант | 29.01.1891—23.07.1897     |
| Фёдоров Яков Дмитриевич       | генерал-майор           | 28.08.1897—02.10.1899     |
| Мединский Виктор Юлианович    | генерал-лейтенант       | 17.10.1899—12.03.1905     |
| Гескет Сергей Данилович       | генерал-майор           | 12.03.1905—02.01.1908     |
| Галкин Александр Семёнович    | генерал-лейтенант       | 02.01.1908—01.02.1911     |
| Одишелидзе Илья Зурабович     | генерал-лейтенант       | 09.11.1911—1914           |
| Лыкошин Нил Сергеевич         | генерал-майор           | 1914—1917                 |

## Население
По статистическим данным в 1887—1888 годах в Самаркандском уезде из 254 195 человек населения узбеки составляли 186 532 человека (то есть 73 % населения), остальные жители были представлены таджиками, русскими, арабами, иранцами и др.
Население Самаркандской области, в состав которой входили Самаркандский, Каттакурганский, Ходжентский и Джизакские уезды в 1897 году составляло 860 021 житель (472 443 мужчины и 387 578 женщин), в том числе в городах 135 313 жителей (75 289 мужчин и 60 024 женщины). Самаркандская область являлась наиболее густо заселённой областью Туркестанского края Российской империи.
Распределение населения Самаркандской области по родному языку по состоянию на 1897 год было следующим: узбекский — 507 587, таджикский — 230 384, киргиз-кайсацкий — 63 091, сартский — 18 073, великорусский, малорусский и белорусский — 14 006, персидский — 1723, польский — 1531, еврейско-таджикский — 1312, татарский — 460, немецкий — 440, армянский — 370, остальные — 770.
Население города Самарканда по состоянию на 1897 год составляло 55 128 человек. Распределение населения города Самарканда по родному языку по состоянию на 1897 год было следующим: таджикский — 36 845, великорусский, малорусский и белорусский — 8393, узбекский — 5506, еврейско-таджикский — 1169, польский — 1072, персидский — 866, немецкий — 330, сартский — 287, татарский — 165, армянский — 159, кашгарский — 77, киргиз-кайсацкий — 43, остальные — 198.
| Уезд             | узбеки | таджики | киргиз-кайсаки | кашгарцы | сарты | русские |
| ---------------- | ------ | ------- | -------------- | -------- | ----- | ------- |
| Область в целом  | 59,0 % | 26,8 %  | 7,3 %          | 2,3 %    | 2,1 % | 1,5 %   |
| Джизакский       | 65,2 % | 2,2 %   | 23,1 %         | …        | 7,6 % | …       |
| Катта-Курганский | 90,9 % | 7,2 %   | …              | …        | …     | …       |
| Самаркандский    | 48,6 % | 36,0 %  | …              | 1,1 %    | …     | 2,4 %   |
| Ходжентский      | 33,3 % | 50,9 %  | 6,2 %          | 7,8 %    | …     | 1,2 %   |